# Navisporus perennis
Navisporus perennis är en svampart som beskrevs av Ryvarden & Iturr. 2003. Navisporus perennis ingår i släktet Navisporus och familjen Polyporaceae.   Inga underarter finns listade i Catalogue of Life.